# Корунов, Иван Михайлович
Ива́н Миха́йлович Коруно́в (1914—1995) — подполковник Советской Армии, участник Великой Отечественной войны, Герой Советского Союза (1944).

## Биография
Иван Корунов родился 25 января 1914 года в деревне Чулково (ныне не существует, находилась на территории современного Комсомольского района Ивановской области). После окончания в школе работал в родной деревне, в семнадцатилетнем возрасте стал председателем колхоза. Позднее переехал в Комсомольск, где работал электромонтёром на Ивановской ГРЭС. Окончил три курса энергетического техникума. В 1934 году Корунов был призван на службу в Рабоче-крестьянскую Красную Армию. В 1937 году он окончил Московскую военную авиатехническую школу, в 1939 году — Харьковское военное авиационное училище лётчиков-наблюдателей. С первого дня Великой Отечественной войны — на её фронтах.
К сентябрю 1943 года гвардии капитан Иван Корунов был штурманом эскадрильи 1-го гвардейского авиаполка 53-й авиадивизии 5-го авиакорпуса АДД СССР. К тому времени он совершил 303 боевых вылета на бомбардировку скоплений боевой техники и живой силы противника, его важных объектов.
Указом Президиума Верховного Совета СССР от 13 марта 1944 года за «образцовое выполнение заданий командования и проявленные мужество и героизм в боях с немецкими захватчиками» гвардии капитан Иван Корунов был удостоен высокого звания Героя Советского Союза с вручением ордена Ленина и медали «Золотая Звезда» за номером 3361.
Всего за время своего участия в войне Корунов совершил 463 боевых вылета. После окончания войны он продолжил службу в Советской Армии. В 1958 году в звании подполковника Корунов был уволен в запас. Проживал в Черновцах, работал в областном управлении автомобильного транспорта. Скончался 22 сентября 1995 года, похоронен на Центральном кладбище Черновцов.
Был награждён двумя орденами Ленина, двумя орденами Красного Знамени, двумя орденами Отечественной войны 1-й степени, двумя орденами Красной Звезды, рядом медалей.